# Eocrinoidea
Classe
Position phylogénétique
- Bilatériens
  - Orthonectides
  - Acœles
  - Némertodermatides
  - Deutérostomiens
    - Chordata
      - Céphalochordés
      - Olfactores
        - Tuniciers
        - Crâniés
          - Myxines
          - Vertébrés

    - Xénambulacraires
      - Xénoturbellides
      - Ambulacraires
        - Hémichordés
        - Échinodermes

  - Protostomiens
    - Chétognathes ?
    - Lophotrochozoaires
    - Ecdysozoaires

Groupe frère : Hemichordata
Les Eocrinoidea (éocrinoïdes en français) forment une classe d'échinodermes connus uniquement sous forme fossile.

## Description et caractéristiques
Ces fossiles rappellent par leur forme des crinoïdes (leur nom signifie « crinoïdes de l'aube »), mais de forme plus effilée. Ils sont les plus anciens représentants connus de ce groupe.
Comme leurs cousins les cystoïdes, les blastoïdes et les crinoïdes, les éocrinoïdes étaient des animaux marins benthiques, sessiles et suspensivores, se nourrissant par filtration de l'eau.
Comme la plupart des échinodermes, leur corps était protégé par un ensemble de plaques calcaires emboîtées, formant ici une « thèque » solide et allongée, souvent en forme de cône arrondi ou de sac. Celle-ci contient la bouche au centre, entourée d'organes filtreurs appelés brachioles. Cette thèque se prolongeait parfois en un appendice dorsal allongé (mais différent de la tige des crinoïdes car pas formé d'articles), l'autre extrémité étant fixée au substrat.

## Registre fossile
Les éocrinoïdes, l'un des plus anciens groupes d'échinodermes, apparaissent au Cambrien inférieur, sont les échinodermes dominants au Cambrien, diminuent fortement lors de l'extinction Ordovicien-Silurien et disparaissent pendant le Silurien (530-419 Ma) : en dépit de leur nom, ils ne sont pas les ancêtres des crinoïdes.
Une des espèces-types est Gogia spiralis, fréquemment retrouvée dans les calcaires de l'Ordovicien du sud des États-Unis.

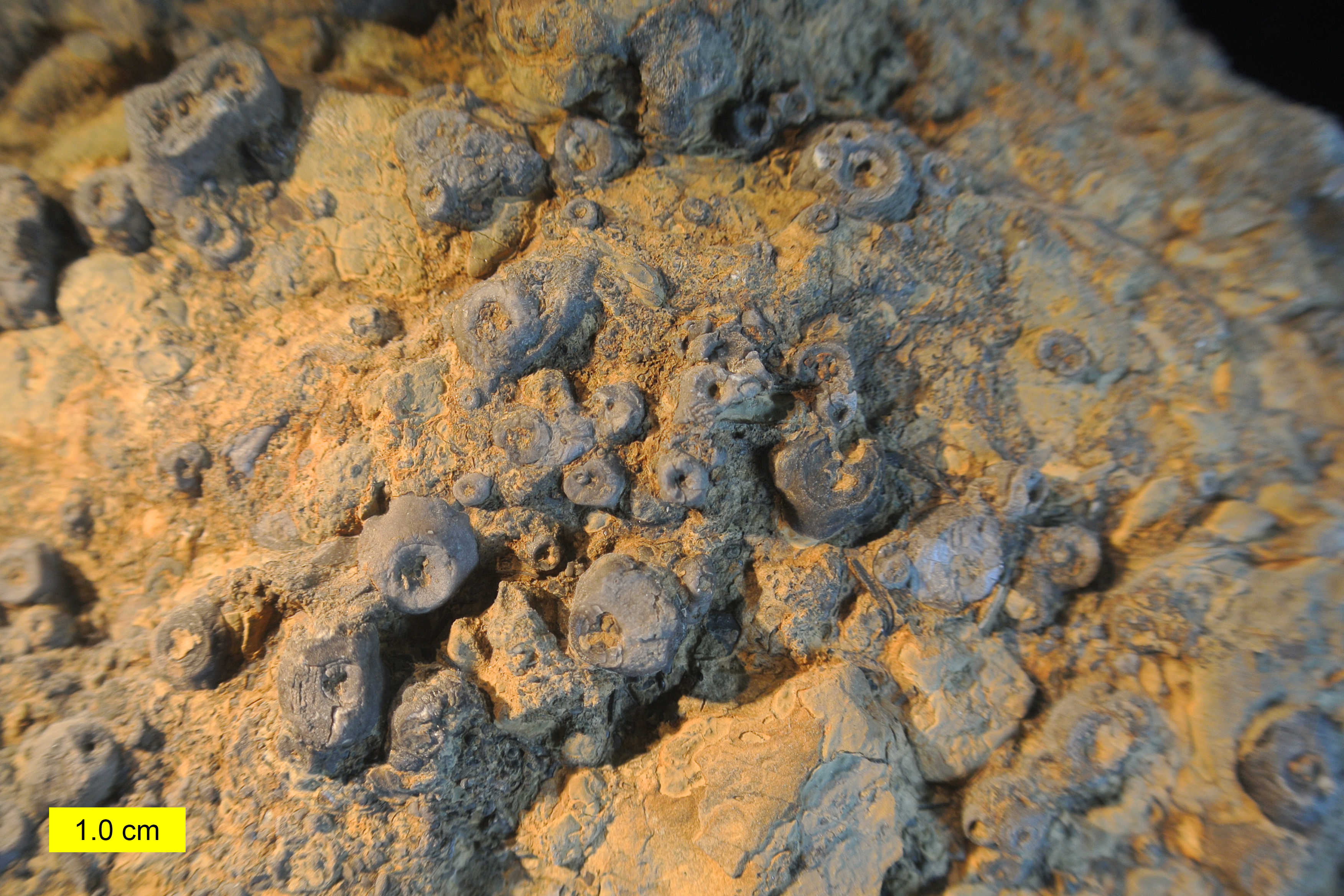
Attaches d'éocrinoïdes de l'Ordovicien
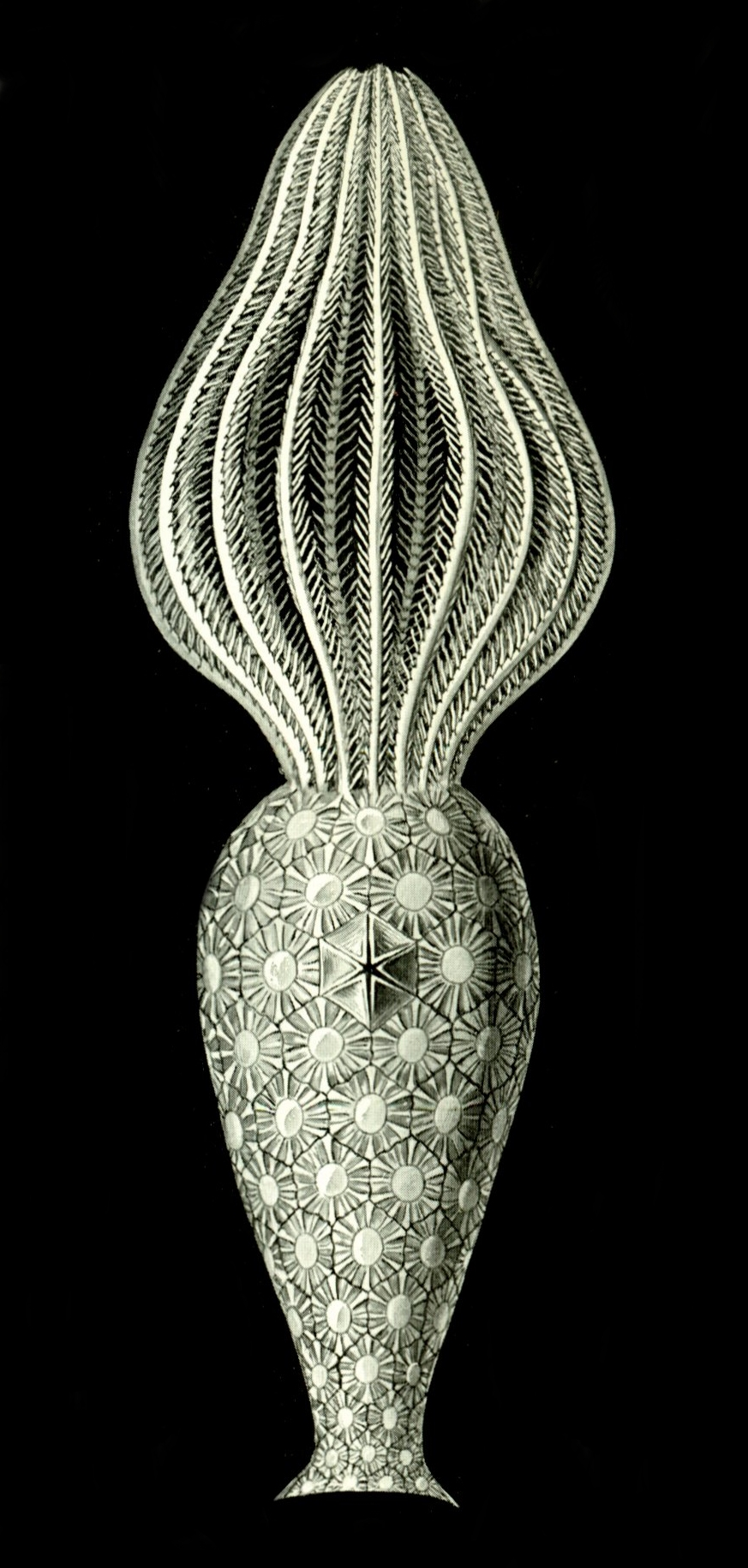
Acanthocystites briareus par Ernst Haeckel.
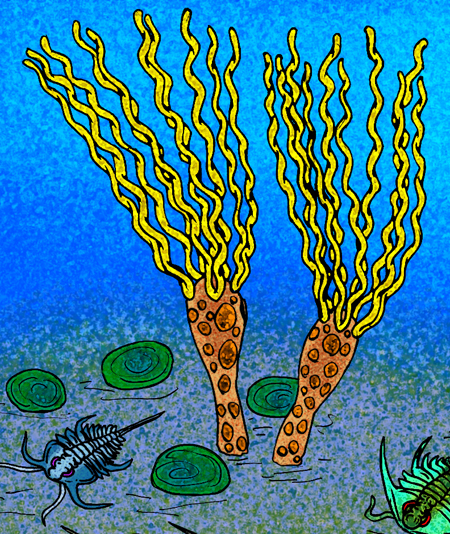
Dessin paléoartistique de deux Gogia ojenai
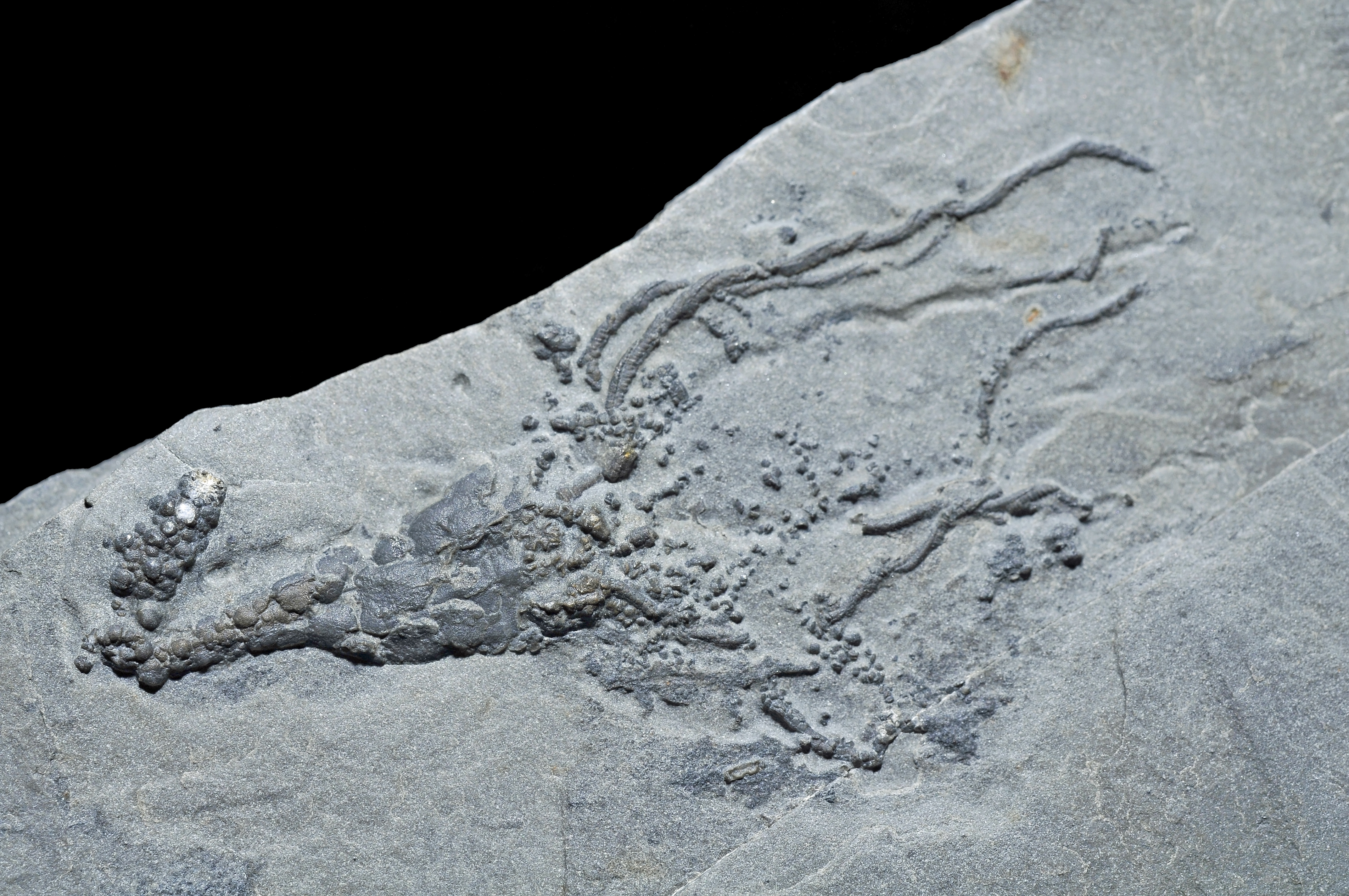
Gogia spiralis
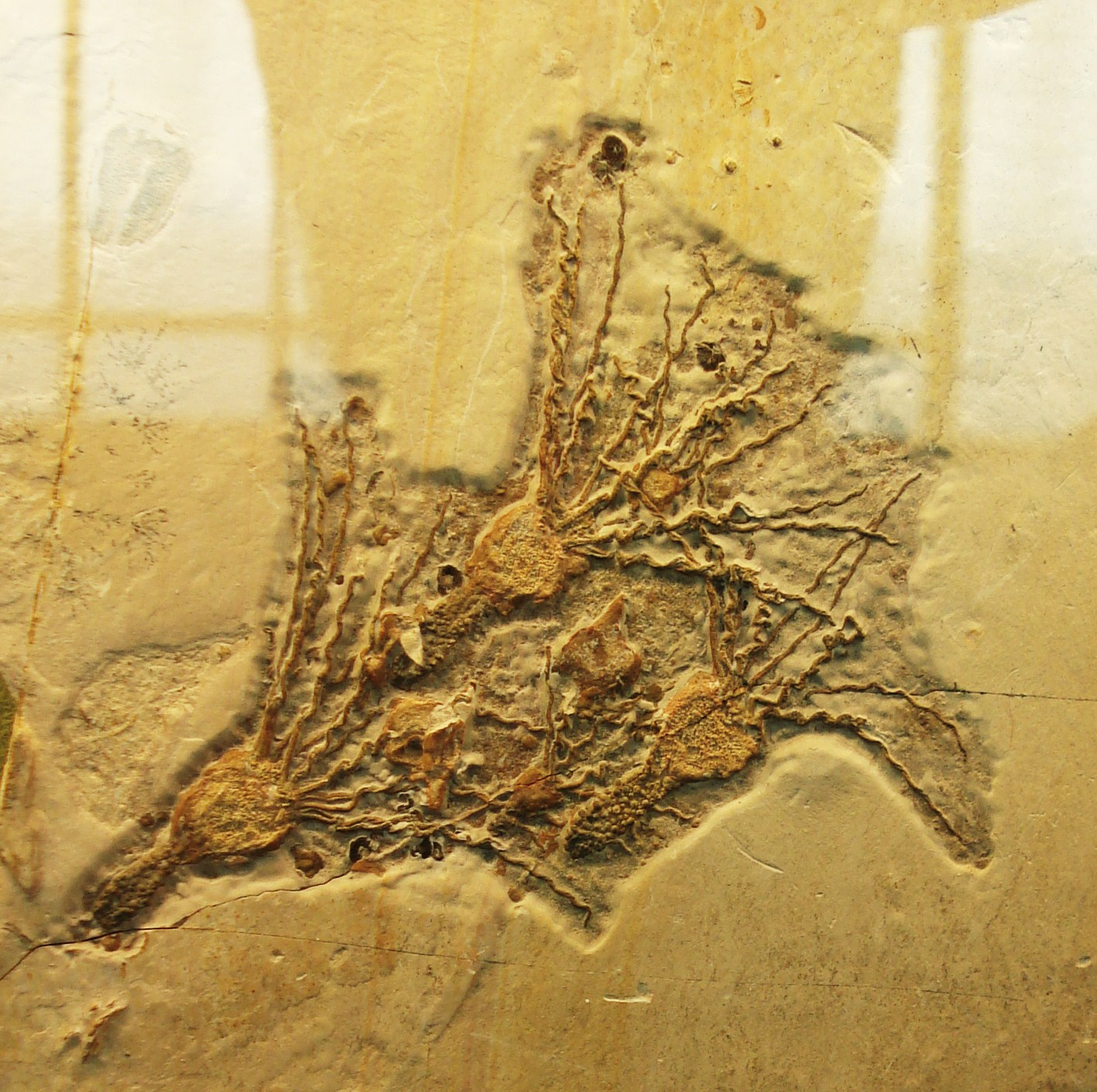
Gogia spiralis
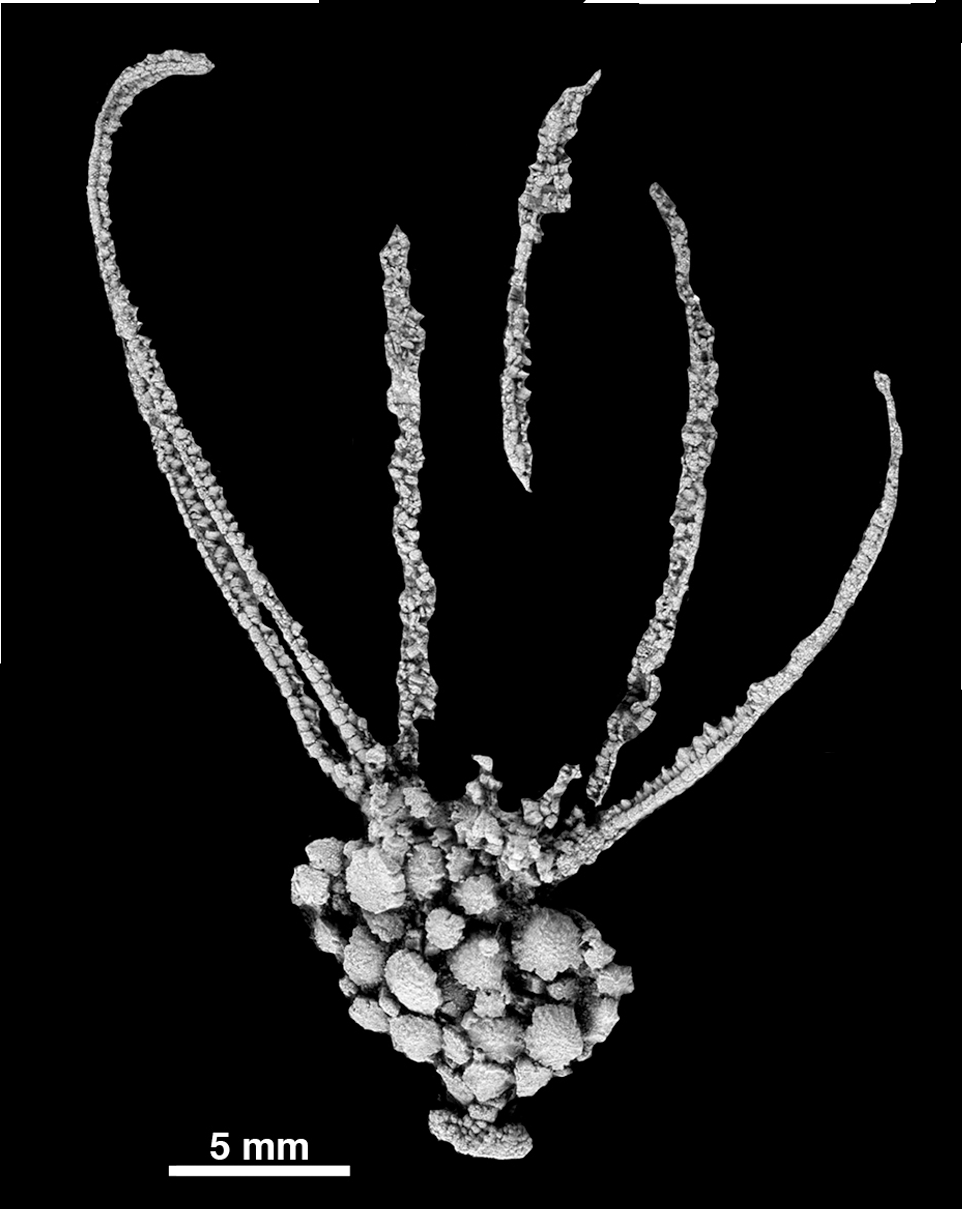
Gogia sp.
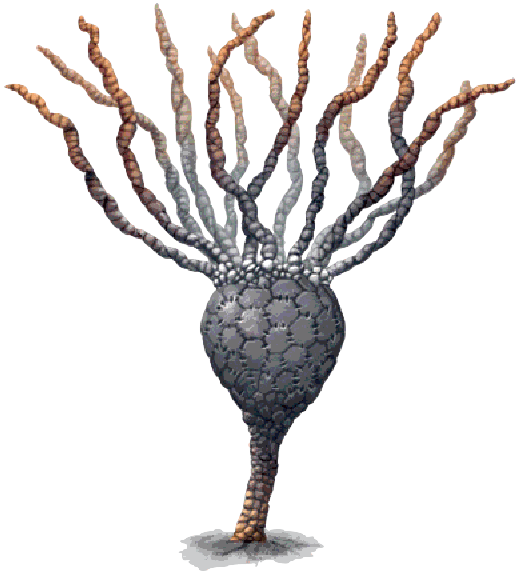
Reconstitution d'un Gogia sp.
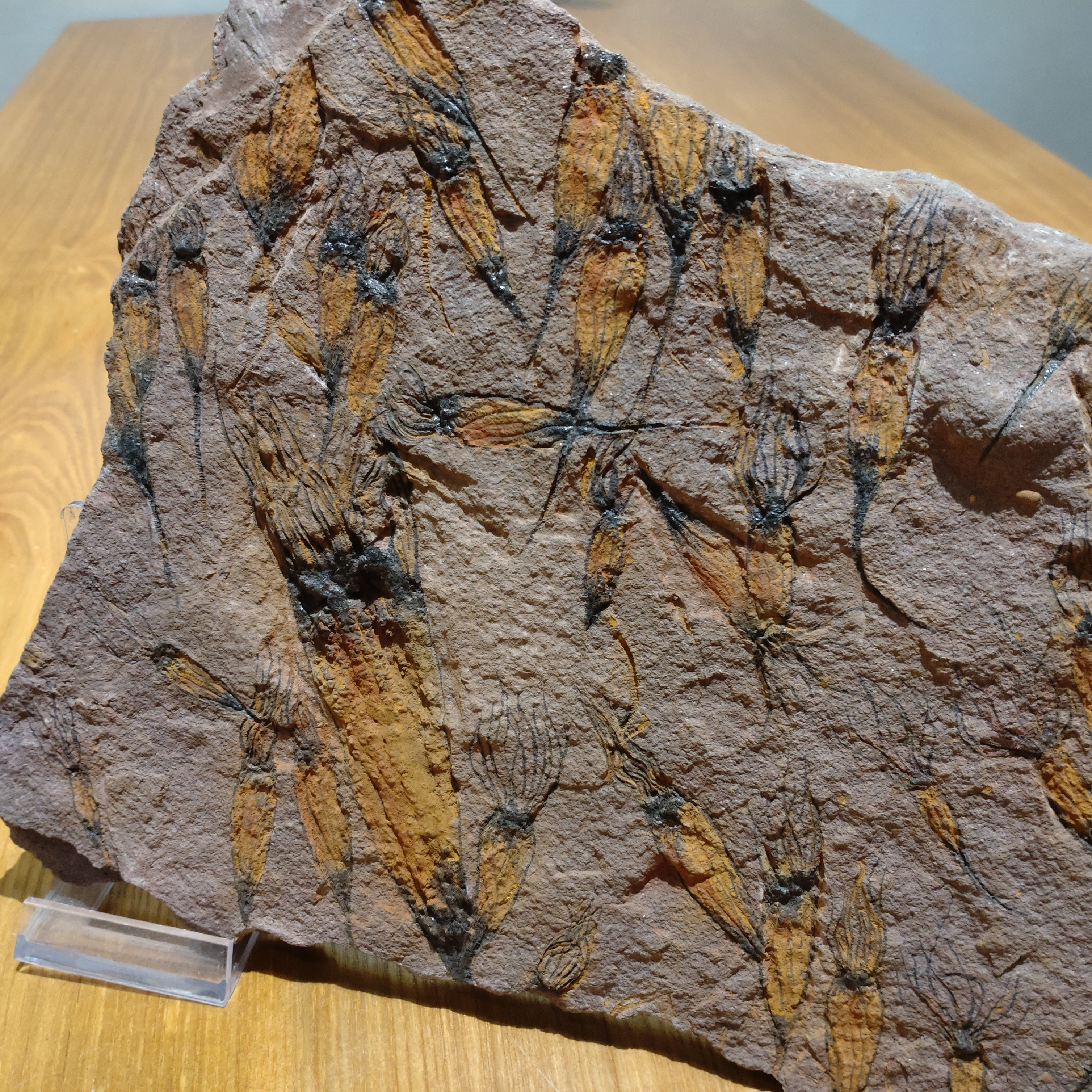
Ascocystites drabowensis

## Classification
Selon BioLib (24 août 2020) :
- ordre Ascocystida Haeckel, 1896 †
- ordre Gogiida Broadhead, 1982 †
  - famille Ampheristocystidae Frest, 2005 †
  - famille Eocrinidae Jaekel, 1918 †
  - famille Lichenoididae Jaekel, 1918 †
  - famille Lyracystidae Sprinkle & Collins, 2006 †
  - famille Palaeocystitidae Ubaghs, 1967 †
  - famille Rhopalocystidae Ubaghs, 1967 †
  - famille Schuchertocystidae Bassler, 1950 †
- ordre Imbricata Sprinkle, 1973 †
  - famille Felbabkacystidae Nardin, Lefebvre, Fatka, Nohejlová, Kašička, Šinágl & Szabad, 2017 †
  - famille Lepidocystidae Durham, 1967 †
  - famille Sinoeocrinidae Y. L. Zhao, Y. Z. Huang & X. Y. Gong, 1994 †
- ordre Trachelocrinida Sumrall et al., 1997 †
  - famille Columbocystidae Bassler, 1950 †
  - famille Cryptocrinitidae Bassler, 1938 †
  - famille Heckerocrinidae Doweld, 2012 †
  - famille Trachelocrinidae Sprinkle, 1973 †